# Jack Thompson (aktor)
Jack Thompson, właśc. John Hadley Payne (ur. 31 sierpnia 1940 w Sydney) – australijski aktor filmowy i telewizyjny, a także producent filmowy. Stał się jedną z czołowych osób australijskiego kina. W roku 2002 został honorowym członkiem ACS. Bardziej znane filmy z jego udziałem to m.in. Niedziela zbyt odległa (1975), Klub (1980), Sprawa Moranta (1980; nagroda na 33. Festiwalu Filmowym w Cannes), Człowiek znad Śnieżnej Rzeki (1982) i Gwiezdne wojny: Atak klonów (2002). W 1986 został odznaczony Orderem Australii, a także był laureatem Inside Film Award 2005 jako żywa legenda.

## Życiorys

### Wczesne lata
John Hadley Payne urodził się na przedmieściach Sydney. Uczęszczał do Sydney Boys High School. Kiedy miał cztery lata, zmarła jego matka, pozostawiając ojca marynarza kupca, niezdolnego do opieki nad nim i jego bratem Davidem. Następnie został wysłany do sierocińca przez ciotkę i potem adoptowany przez Johna i Pat Thompson. Wtedy zmienił swoje nazwisko na Jack Thompson. Jego bratem przyrodnim został Peter Thompson, prezenter i producent telewizyjny, a także recenzent filmowy. Po ukończeniu University of Queensland rozpoczął karierę aktorską.

### Kariera
Po raz pierwszy pojawił się na małym ekranie w dwóch odcinkach australijskiej opery mydlanej ATN-7 Motel (1968), a potem także w serialach: Homicide (1970), Spyforce (1971-73) jako Erskine i Matlock Police (1972, 1973). Był gospodarzem programu Seven Network Find My Family. Debiutował w thrillerze Teda Kotcheffa Na krańcu świata (Wake in Fright, 1971) u boku Gary’ego Bonda i Donalda Pleasence'a. Rola adwokata broniącego trzech żołnierzy oskarżonych o zabójstwo w czasie wojny burskiej w dramacie wojennym Bruce’a Beresforda Sprawa Moranta (1980), przyniosła mu międzynarodową sławę oraz nagrodę dla najlepszego aktora drugoplanowego na Festiwalu Filmowym w Cannes i nagrodę dla najlepszego aktora Australijskiego Instytutu Filmowego.
W 1972 był pierwszym mężczyzną, który pozował nago w formie rozkładówki australijskiego magazynu Cleo, Phillip Avalon odrzucił tę propozycję za 400 dolarów. Pojawił się także w reklamach telewizyjnych, w tym Bank of Melbourne.
W 1994, The Film Critics Circle of Australia nazwał go „najlepszym aktorem” za kreację ojca, który dowiaduje się, że jego syn jest gejem w komediodramacie Tacy jak my z udziałem Russella Crowe.

## Życie prywatne
W 1963 roku poślubił Beverley Hackett, a ich małżeństwo trwało pięć lat, mają syna Patricka. W latach 70. i 80. wszedł w układ poliamorii, utrzymując przez 15 lat intymne relacje zarówno z Leoną King jak i jej siostrą Bunkie. Był z Leoną po urodzeniu swojego drugiego syna, Billy’ego.

## Nagrody
- 1975: AFI Award: Najlepszy aktor za Zbyt odległa niedziela (Sunday Too Far Away) i Petersen
- 1980: AFI Award: Najlepszy aktor w roli głównej – Sprawa Moranta
- 1980: 33. Festiwalu Filmowym w Cannes: Najlepszy aktor drugoplanowy – Sprawa Moranta
- 1986: Order Australii (9 czerwca)[15]
- 1994: AFI Award: Raymond Longford Award
- 1998: Film Critics Circle of Australia Awards: Special Achievement Award
- 2005: Inside Film Awards: Living Legend IF Award
- 2011: Australian Film Festival: Australian Film Walk of Fame[16]

## Filmografia

### Filmy fabularne
| Rok  | Tytuł                                                                                 | Rola                                   | Reżyser                                  |
| ---- | ------------------------------------------------------------------------------------- | -------------------------------------- | ---------------------------------------- |
| 1969 | Personnel, or People?                                                                 |                                        | Donald Crombie                           |
| 1971 | Na krańcu świata (Wake in Fright)                                                     | Dick                                   | Ted Kotcheff                             |
| 1973 | Libido (odc. „The Family Man”)                                                        | Ken                                    | David Williamson                         |
| 1974 | Marijuana: Possession and the Law                                                     |                                        | Christopher Cary                         |
| 1974 | Jock' Petersen                                                                        | Tony Petersen                          | Tim Burstall                             |
| 1975 | Zbyt odległa niedziela (Sunday Too Far Away)                                          | Foley                                  | Ken Hannam                               |
| 1975 | Scobie Malone                                                                         | Scobie Malone                          | Terry Ohlsson                            |
| 1975 | Dama z Pekinu (That Lady from Peking)                                                 | Flunky                                 | Eddie Davis                              |
| 1976 | Caddie                                                                                | Ted                                    | Donald Crombie                           |
| 1976 | Szalony pies Morgan (Mad Dog Morgan)                                                  | Detektyw Manwaring                     | Philippe Mora                            |
| 1976 | Jeremy i Teapot (Jeremy and Teapot, film krótkometrażowy)                             | Narrator                               | Briann Kearney                           |
| 1978 | Pieśń Jimmiego Blacksmitha (The Chant of Jimmie Blacksmith)                           | wielebny Neville                       | Fred Schepisi                            |
| 1979 | Dziennikarz (The Journalist)                                                          | Simon Morris                           | Michael Thornhill                        |
| 1980 | Sprawa Moranta (Breaker Morant)                                                       | Major J.F. Thomas                      | Bruce Beresford                          |
| 1980 | Roczniak (The Earthling)                                                              | Ross Daley                             | Peter Collinson                          |
| 1980 | Klub (The Club)                                                                       | Laurie Holden                          | Bruce Beresford                          |
| 1982 | Człowiek znad Śnieżnej Rzeki (The Man from Snowy River)                               | Clancy                                 | George T. Miller                         |
| 1982 | Bad Blood                                                                             | Stan Graham                            | Mike Newell                              |
| 1983 | It’s a Living (film krótkometrażowy)                                                  | Pasażer                                | Laurie Kirkwood                          |
| 1983 | Wesołych świąt, pułkowniku Lawrence (Merry Christmas, Mr. Lawrence)                   | Kpt. Hicksley                          | Nagisa Ōshima                            |
| 1985 | Ciało i krew (Flesh and Blood)                                                        | Hawkwood                               | Paul Verhoeven                           |
| 1985 | Burke i Wills (Burke & Wills)                                                         | Robert O’Hara Burke                    | Graeme Clifford                          |
| 1986 | Krótkie spięcie (Short Circuit)                                                       | Gość na przyjęciu                      | John Badham                              |
| 1987 | Raport (Ground Zero)                                                                  | Trebilcock                             | Bruce Myles, Michael Pattinson           |
| 1992 | Przeklęta wyspa (Turtle Beach)                                                        | Ralph                                  | Stephen Wallace                          |
| 1992 | Wiatr (Wind)                                                                          | Jack Neville                           | Carroll Ballard                          |
| 1993 | W sercu Afryki (A Far Off Place)                                                      | John Ricketts                          | Mikael Salomon                           |
| 1993 | Rubin z Kairu (Ruby Cairo)                                                            | Ed                                     | Graeme Clifford                          |
| 1994 | Tacy jak my (The Sum of Us)                                                           | Harry Mitchell                         | Geoff Burton, Kevin Dowling              |
| 1994 | Resistance                                                                            | Pan Wilson                             | Hugh Keays-Byrne                         |
| 1995 | Der Flug des Albatros                                                                 | Mike                                   | Werner Meyer                             |
| 1996 | Tajna broń (Broken Arrow)                                                             | Chairman, Joint Chief of Staff         | John Woo                                 |
| 1996 | Cena nadziei (Last Dance)                                                             | gubernator                             | Bruce Beresford                          |
| 1997 | Nadbagaż (Excess Baggage)                                                             | Alexander                              | Marco Brambilla                          |
| 1997 | Taniec u stóp latarni morskiej (Under the Lighthouse Dancing)                         | Harry                                  | Graeme Rattigan                          |
| 1997 | Północ w ogrodzie dobra i zła (Midnight in the Garden of Good and Evil)               | Sonny Seiler                           | Clint Eastwood                           |
| 1999 | Feeling Sexy                                                                          | Sprzedawca magazynów                   | Davida Allen                             |
| 2000 | Magiczna wyprawa (The Magic Pudding)                                                  | Buncle (głos)                          | Karl Zwicky                              |
| 2001 | Yolngu Boy                                                                            | Policjant                              | Stephen Johnson                          |
| 2001 | Grzeszna miłość (Original Sin)                                                        | Alan Jordan                            | Michael Cristofer                        |
| 2002 | Gwiezdne wojny: część II – Atak klonów (Star Wars: Episode II – Attack of the Clones) | Cliegg Lars                            | George Lucas                             |
| 2004 | Zabić prezydenta (The Assassination of Richard Nixon)                                 | Jack Jones                             | Niels Mueller                            |
| 2004 | Oyster Farmer                                                                         | Skippy                                 | Anna Reeves                              |
| 2005 | Man-Thing                                                                             | Frederic Schist                        | Brett Leonard                            |
| 2005 | Pokarm (Feed)                                                                         | Richard                                | Brett Leonard                            |
| 2006 | Tryst Cosmos (film krótkometrażowy)                                                   | Storyteller                            | Briann Kearney                           |
| 2006 | Dobry Niemiec (The Good German)                                                       | Kongresmen Breimer                     | Steven Soderbergh                        |
| 2007 | The Manual (film krótkometrażowy)                                                     | Profesor Grey                          | Sarah Spillane                           |
| 2007 | Grudniowi chłopcy (December Boys)                                                     | Bandy                                  | Rod Hardy                                |
| 2008 | Miłosne gierki (Leatherheads                                                          | Bobby Thompson                         | George Clooney                           |
| 2008 | Ten Empty                                                                             | Bobby Thompson                         | Anthony Hayes                            |
| 2008 | Australia                                                                             | Kipling Flynn                          | Baz Luhrmann                             |
| 2009 | Mao's Last Dancer                                                                     | Sądzia Woodrow Seals                   | Bruce Beresford                          |
| 2010 | Nie bój się ciemności (Don't Be Afraid of the Dark)                                   | Harris                                 | Troy Nixey                               |
| 2011 | Oakie's Outback Adventures                                                            | Orfeusz (głos)                         | Troy Dann                                |
| 2011 | The Telegram Man (film krótkometrażowy)                                               | Bill Williams                          | James Francis Khehtie                    |
| 2011 | The Forgotten Men (film krótkometrażowy)                                              | Publikan                               | Jack Wareham                             |
| 2013 | Around the Block                                                                      | Pan O’Donnell                          | Sarah Spillane                           |
| 2013 | Mystery Road                                                                          | Charley Murray                         | Ivan Sen                                 |
| 2013 | Blinder                                                                               | trener Chang                           | Richard Gray                             |
| 2013 | Wielki Gatsby (The Great Gatsby)                                                      | lekarz Nicka Carrawaya, Walter Perkins | Baz Luhrmann                             |
| 2016 | Blue World Order                                                                      | Harris                                 | Ché Baker, Dallas Bland                  |
| 2016 | Światło między oceanami (The Light Between Oceans)                                    | Ralph Addicott                         | Derek Cianfrance                         |
| 2017 | Nic nie mów (Don’t Tell)                                                              | Bob Myers                              | Tori Garrett                             |
| 2018 | Swingujące wakacje (Swinging Safari)                                                  | major                                  | Stephan Elliott                          |
| 2020 | Nigdy nie jest za późno (Never Too Late, TV)                                          | Angus Wilson                           | Mark Lamprell                            |
| 2020 | Misja w High Ground (High Ground)                                                     | Moran                                  | Stephen Johnson, Stephen Maxwell Johnson |
| 2022 | Pokerzysta (Poker Face)                                                               | Shaman Bill (Paje)                     | Russell Crowe                            |

## Dyskografia
- Jack Thompson: The Bush Poems of A.B. (Banjo) Paterson (Audio recording)|The Bush Poems of A.B. (Banjo) Paterson (2008)
- Jack Thompson: The Campfire Yarns of Henry Lawson (2009)
- Jack Thompson: The Sentimental Bloke, The Poems of C.J. Dennis (2009)
- Jack Thompson: The Battlefield Poems of A.B (Banjo) Paterson (2010)
- Jack Thompson: Favourite Australian Poems (2010)
- Jack Thompson: The Poems of Henry Lawson (2011)[17]
- Jack Thompson: Live at the Gearin Hotel (DVD & CD) (2011)
- Jack Thompson: The Poems of Lewis Carroll (2011)
- Jack Thompson: Live at the Lighthouse CD (2011)